# Oiseaux des îles Heard-et-MacDonald
Les oiseaux des îles Heard-et-MacDonald sont exclusivement des oiseaux marins nicheurs. Dix-neuf espèces y ont été recensées.

## Liste des oiseaux
- Spheniscidae
  - Manchot royal, Aptenodytes patagonicus - nicheur
  - Gorfou sauteur, Eudyptes chrysocome - nicheur
  - Gorfou macaroni, Eudyptes chryrsolophus - nicheur
  - Manchot papou, Pygoscelis papua – nicheur
- Procellariidae
  - Damier du Cap, Daption capense - nicheur
  - Pétrel géant antarctique, Macronectes giganteus - nicheur
  - Prion de la Désolation, Pachyptila desolata - nicheur
  - Prion de falaise, Pachyptila crassirostris - nicheur
- Diomedeidae
  - Grand Albatros ou Albatros hurleur, Diomedea exulans - nicheur
  - Albatros à sourcils noirs, Diomedea melanophris - nicheur
  - Albatros fuligineux à dos clair, Phoebetria palpebrata – nicheur
- Hydrobatidae
  - Océanite de Wilson, Oceanites oceanicus - nicheur
  - Pétrel plongeur commun, Pelecanoides urinatrix - nicheur
  - Pétrel plongeur de Géorgie du Sud, Pelecanoides georgicus - nicheur
- Phalacrocoracidae
  - Cormoran de Heard, Phalacrocorax nivalis - nicheur endémique
- Chionididae
  - Petit Chionis, Chionis minor - nicheur
- Laridae
  - Skua subantarctique, Catharacta antarctica - nicheur
  - Goéland dominicain, Larus dominicanus - nicheur
  - Sterne couronnée, Sterna vittata – nicheuse

## Source
- Todd F.S. & Genevois F. (2006) Oiseaux & Mammifères antarctiques et des îles de l'océan austral. Kameleo, Paris, 144 p.